# Гута (Ганцевичский район)
Гута (бел. Гута) — деревня в Ганцевичском районе Брестской области Белоруссии. Входит в состав Начского сельсовета.

## География
Деревня находится в северо-восточной части Брестской области, на правом берегу реки Лани, при автодороге Н-3, на расстоянии приблизительно 16 километров (по прямой) к северо-востоку от города Ганцевичи, административного центра района. Абсолютная высота — 163 метра над уровнем моря. Площадь населённого пункта — 0,8605 км².

## История
По состоянию на 1909 год, в Гуте имелось 2 двора и проживало 13 человек. В административном отношении деревня входила в состав Круговичской волости Слуцкого уезда Минской губернии.
Согласно Рижскому мирному договору (1921), деревня вошла в состав межвоенной Польши. Входила в состав гмины Круговичи Лунинецкого повета Полесского воеводства Польши. В 1921 году числилось 277 жителей, проживавших в 46 домах. В этническом составе населения того периода белорусы составляли 99,3 %. В конфессиональном составе населения преобладали православные христиане (98,9 %).
С 1939 года в БССР.

## Население
По данным переписи 2019 года, в деревне проживало 32 человека.
| Год  | Население, человек |
| ---- | ------------------ |
| 1909 | 13                 |
| 1921 | ↗ 277              |
| 2009 | ↘ 67               |
| 2019 | ↘ 32               |